# ماسیمو گدا
ماسیمو گدا (انگلیسی: Massimo Gadda؛ زادهٔ ۱۶ سپتامبر ۱۹۶۳) بازیکن فوتبال اهل ایتالیا است.
از باشگاه‌هایی که در آن بازی کرده‌است می‌توان به باشگاه فوتبال آنکونا، باشگاه فوتبال رجانا، باشگاه فوتبال چزنا، باشگاه فوتبال آ.ث. میلان، باشگاه فوتبال لیورنو، و باشگاه فوتبال اسپال اشاره کرد.